# Racheal Kundananji
Racheal Kundananji, née le 3 juin 2000 en Zambie, est une footballeuse internationale zambienne évoluant au poste d'attaquante au Madrid CFF.

## Biographie
Racheal Kundananji commence le football avec les Konkola Queens à Chililabombwe, avant de jouer pour les Indeni Roses de Ndola, avec qui elle remporte la Copperbelt Women League en 2018 en marquant 21 buts en 18 matches. La même année, elle dispute la coupe d'Afrique où elle marque trois buts. Elle brille également en athlétisme où elle remporte des médailles sur 1500m.
Après avoir brillé dans le championnat zambien, elle rejoint le principal club du Kazakhstan, le BIIK Kazygurt, en février 2019. Elle devient alors la deuxième joueuse professionnelle zambienne, après Barbra Banda. Elle y remporte trois fois le championnat, et y découvre la Ligue des champions. Elle est alors repérée par le SD Eibar, qui lutte pour le maintien en D1 espagnole. Avec 8 buts en 21 matches lors de la saison 2021-2022, elle séduit le Madrid CFF, qui se place régulièrement dans le top 5 du championnat, et rejoint le club madrilène. Lors de la saison 2022-2023, elle termine deuxième meilleure buteuse avec 25 réalisations.
Elle participe alors avec la Zambie à la coupe du monde 2023, où elle marque face au Costa Rica.
Le 13 février 2024, elle devient la joueuse la plus chère de l'histoire en signant pour la franchise d'expansion de NWSL du Bay FC pour 735 000 euros (plus 75 000 $ d’ajouts possibles), ce qui fait d’elle la joueuse de football la plus chère.

## Palmarès

### En club
- BIIK Kazygurt
  - Championnat du Kazakhstan :
    - Vainqueur en 2019, 2020 et 2021.

  - Coupe du Kazakhstan :
    - Vainqueur en 2019, 2020 et 2021.

### Personnel
- Lauréate du trophée Goal50 2023[5]